# Lamenia hopponis
Lamenia hopponis är en insektsart som beskrevs av Matsumura 1914. Lamenia hopponis ingår i släktet Lamenia och familjen Derbidae. Inga underarter finns listade i Catalogue of Life.